# Al Jaish Damas
Pour les articles homonymes, voir Al Jaish.
Maillots
Actualités
Le Al Jaish Sporting Club (en arabe : نادي الجيش الرياضي), plus couramment abrégé en Al Jaish, est un club syrien de football fondé en 1947 et basé à Damas, la capitale du pays.

## Palmarès
| Compétitions nationales | Compétitions internationales |
| --- | --- |
| - Championnat de Syrie (17) : - Champion : 1972-73, 1975-76, 1978-79, 1984-85, 1985-86, 1997-98, 1998-99, 2000-01, 2001-02, 2002-03, 2009-10, 2013, 2014-15, 2015-16, 2016-17, 2017-18 et 2018-19. - Vice-champion : 1996-97, 2005-06, 2011-12 et 2014. - Coupe de Syrie (9) : - Vainqueur : 1966-67, 1985-86, 1996-97, 1997-98, 1999-00, 2001-02, 2003-04, 2013-14 et 2017-18. - Finaliste : 2000-01 et 2012-13. - Supercoupe de Syrie (3) : - Vainqueur : 2013, 2018 et 2019. - Finaliste : 2016. | - Coupe de l'AFC (1) : - Vainqueur : 2004. - Coupe des clubs champions arabes : - Finaliste : 1999 et 2000. - Coupe arabe des vainqueurs de coupe : - Finaliste : 1998 et 1999. - Supercoupe arabe : - Finaliste : 2000. |